# George Pieter Westenberg
George Pieter Westenberg (Nijmegen, 11 september 1791 - Brummen, 16 december 1873) was een Nederlands kunstschilder en etser.

## Leven en werk
Westenberg studeerde in Amsterdam aan de Stadstekenacademie en was een leerling van Jan Hulswit (1766-1822). Via Hulswit vatte hij ook een grote belangstelling op voor kunstgeschiedenis. Later was hij ook actief in de kunsthandel.
Westenberg schilderde vooral stadsgezichten en landschappen. Hij werkte doorheen heel Nederland en maakte ook studiereizen naar Duitsland, onder andere naar Bad Bentheim. Aanvankelijk werd zijn stijl sterk beïnvloed door de romantiek, maar allengs neigde hij ook wel naar het realisme. Zijn bekendste werk is wel De slijpsteenmarkt in Amsterdam (1817), dat zich bevindt in het Rijksmuseum Amsterdam. Ook het Teylers Museum heeft diverse werken van hem in bezit.
Westenberg woonde vanaf 1836 in Haarlem. In 1838 werd hij daar door de Koning benoemd tot opzichter van de verzameling schilderijen van Levende Meesters in het Paviljoen Welgelegen. In 1857 vertrok hij naar Nederlands-Indië, waar hij bewaarder werd van het Kleinzegel te Batavia, dat zich bezighield met de handel "in voorwerpen van weelde". Na zijn terugkomst in Nederland overleed hij te Brummen in Gelderland.

## Galerij

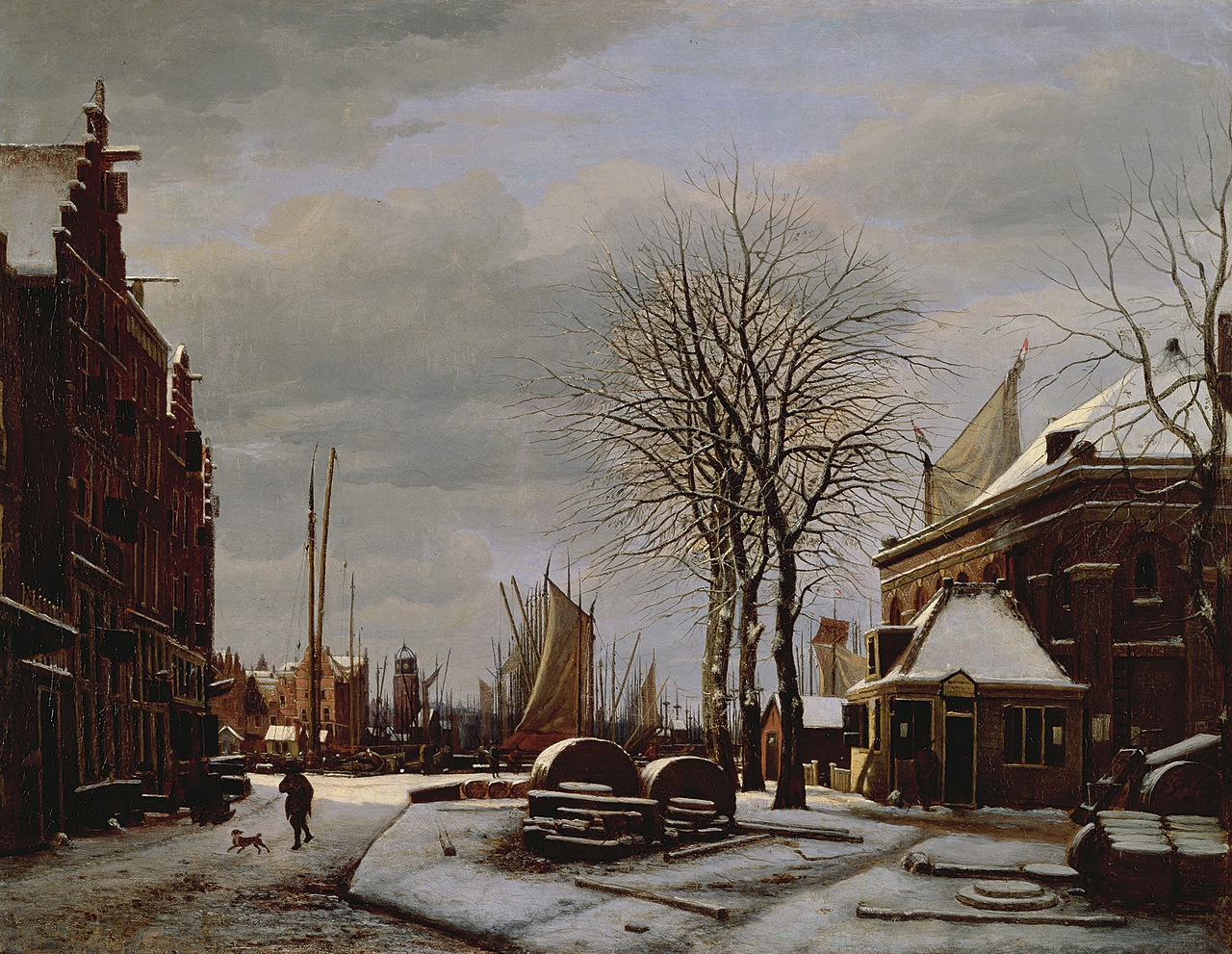
De slijpsteenmarkt in Amsterdam, Rijksmuseum
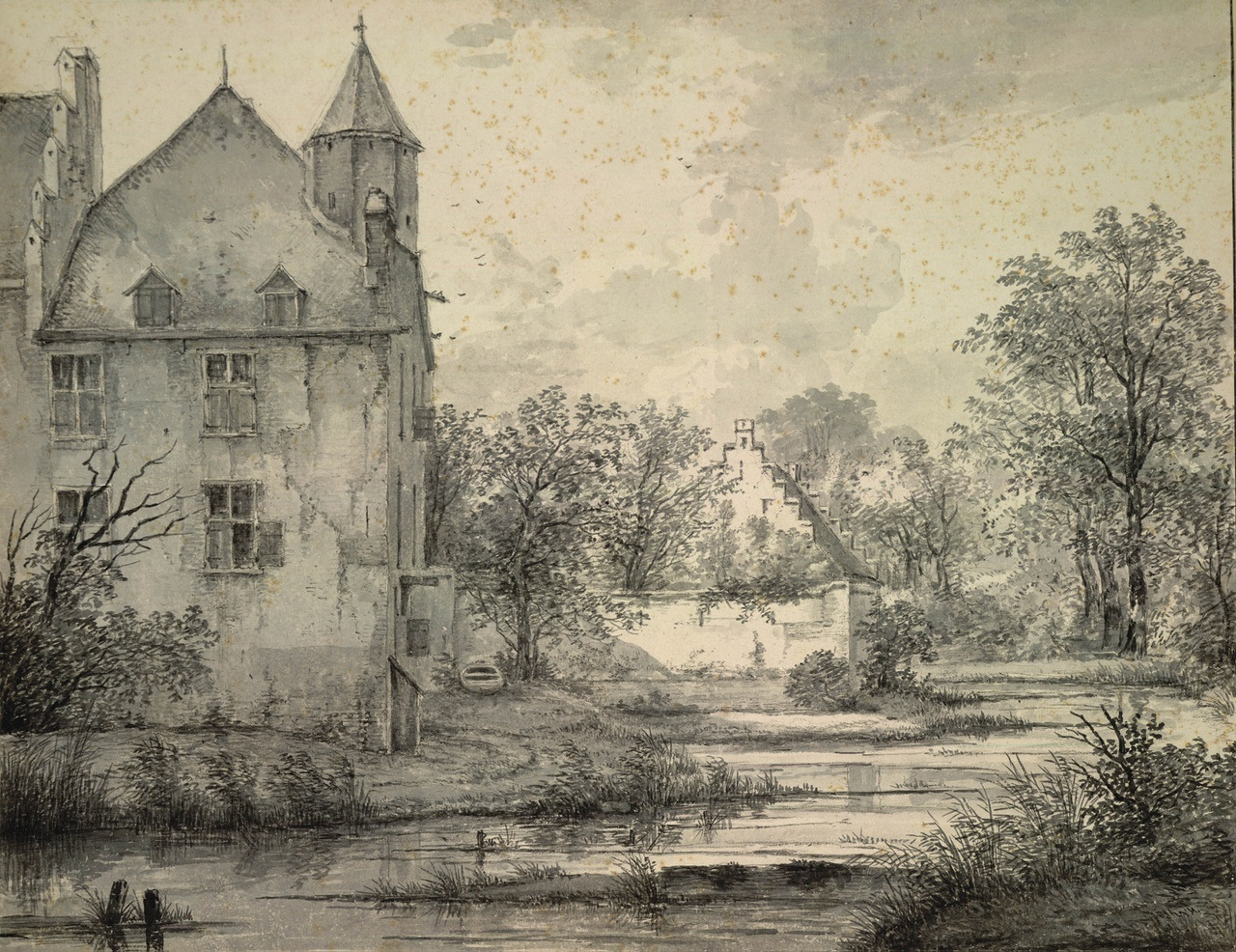
Kasteel Doornwerth, Teylers Museum
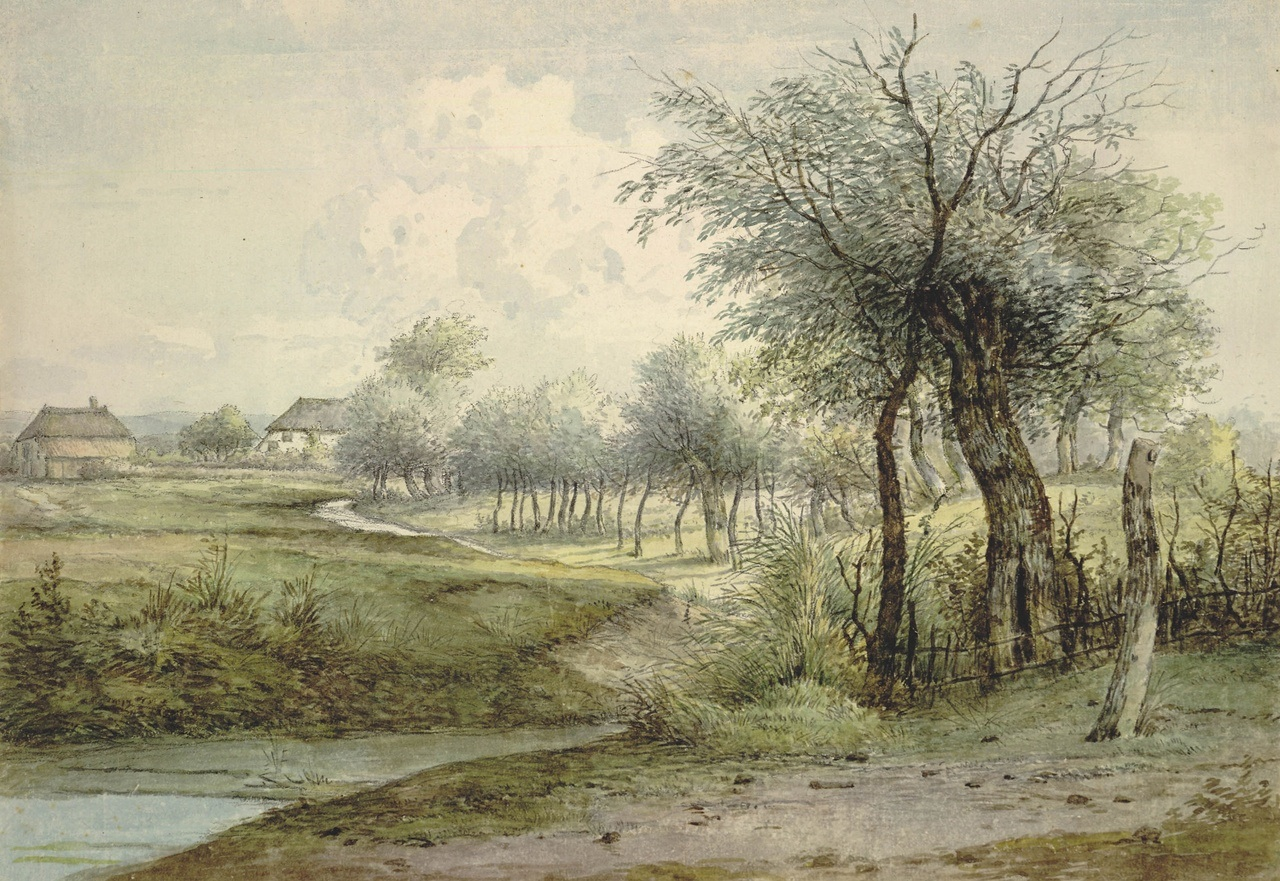
Landschap bij Renkum, Teylers Museum